# Drinske mučenice
Drinske mučenice († obala Drine kod Goražda, 15. decembra 1941) - djevice i mučenice, časne sestre Družbe kćeri Božje ljubavi ubijene za vreme Drugog svetskog rata.

## Biografija
Časne sestre Kćeri Božje ljubavi došle su u Sarajevo na poziv nadbiskupa dr. Josipa Stadlera 1882. Poslala ih je utemeljiteljica reda Franziska Lehner. Otvorile su na Palama kod Sarajeva, manastir „Marijin dom” 1911. godine. Održavale su nastavu osnovne škole i pomagale komšijama bez obzira na veru i narodnost.
Ratne 1941. godine, u samostanu na Palama bile su:
- predstojnica časna sestra Jula Ivanišević, Hrvatica, rođena u Godinjaku, Staro Petrovo Selo, * 25. novembra 1893. godine,
- časna sestra Berchmana Leidenix, Austrijanka, rođena u Enzerdorfu, * 28. novembra 1865. godine,
- časna sestra Krizina Bojanc, Slovenka, rođena u Zburi, Šmarjeta, * 14. maja 1885. godine,
- časna sestra Antonija Fabjan, Slovenka, rođena u Malom Lipju, Hinje, * 23. januara 1907. godine,
- časna sestra Bernadeta Banja Mađarica, rođena u Velikom Grđevcu kraj Bjelovara, * 17. juna 1912.godine.

Časne sestre su negovale bolesnike, pekle su hleb deci državnog Dečjeg doma te pomagale siromahe i prosjake sa Romanije. Dana 11. decembra 1941. godine četnici su opkolili „Marijin dom”, opljačkali ga te zapalili. Odveli su u zarobljeništvo sve redovnice i još neke druge zarobljenike. Među njima je bio i slovenački sveštenik, pesnik i pisac Franc Ksaver Meško, koji je prvi opisao ove događaje. Njega je spasio slovenački četnik po imenu Milko. Vodili su ih po snegu uz preslušavanja i ispitivanja do Carevih voda i Sjetline. Tamo je časna sestra Berchmana, shrvana od puta ostala a kasnije je ubijena 23. decembra 1941. godine. Ostale četiri časne sestre odvedene su do Goražda, gde su stigle 15. decembra 1941. godine. Smeštene su u zgradu kasarne na spratu. Kasarnom je tada zapovedao major Jezdimir Dangić. Četnici su u pijanom stanju noću provalili u sobe u kojima su bile časne sestre. Časne sestre su skočile kroz prozor, nakon čega su ubijene i bačene u reku Drinu.
Prvi koji je zapisao događaje bio je već spomenuti slovenački sveštenik Franc Ksaver Meško. O tome je napisao knjigu u više izdanja i hrvatski sveštenik Ante Baković, koji je rođen u Goraždu (1931). O tome je napisano više knjiga i članaka na raznim jezicima.

## Beatifikacija

### Završen biskupski proces
Završna sednica istražnog postupka za beatifikaciju redovnice M. Jule Ivanišević i četiriju njenih susestara održana je 14. decembra 2002, u prostorijama Vrhbosanskoga nadbiskupskog ordinarijata u Sarajevu. Dekret o pokretanju kauze napisan je 4. decembra 1999. godine, a sednica otvaranja postupka održana je 6. decembra iste godine. Tokom završne sednice kardinal Vinko Puljić, postulator mons. Marko Josipović, promicatelj pravde fra Velimir Valjan, sudija delegat Mato Zovkić i tajnica kauze s. Snježana Stjepandić potpisali su potrebnu dokumentaciju, koja je potom zapečaćena. Jedan primerak prikupljene dokumentacije pohranjen je u arhiv Vrhbosanske nadbiskupije, a drugi predan postulatoru da je prosledi Kongregaciji za proglašenje svetaca u Rim. Na završnoj sednici prisustvovale su i brojne redovnice Družbe Kćeri Božje ljubavi na čelu sa vrhovnom poglavaricom časnom sestrom Lucynom Mroczek i provincijalkama zemalja u kojima ta Družba deluje. Sednica je završena molitvom za proglašenje blaženima časne sestre Jule Ivanišević i četiriju susestara.
2011. godine Papa Benedikt XVI pokrenuo je postupak beatifikacije pet časnih sestara.
14. januara je potpisao dekret o mučeništvu Drinskih mučenica ubijenih iz mržnje do vere (odium fidei). Time je otvorio put za njihovu beatifikacija. Istoga dana je potpisao i dekret o beatifikaciji Jovana Pavla II, koja se već obavila u Rimu 1. maja 2011. godine.

### Beatifikacija u Sarajevu
24. septembra 2011. u 11 časova se je obavila u Sarajevu beatifikacija Drinskih mučenica u olimpijskoj dvorani Zetra. Beatifikaciju je vodio papinski izaslanik i prefekt kongregacije za proglašenje svetaca salezijanac kardinal Anđelo Amato.
U propovedi je kardinal Amato istakao da je mučeništvo pet redovnica Družbe Kćeri Božje ljubavi "tragična ali slavna stranica Katoličke Crkve u plemenitom narodu Bosne i Hercegovine". 
"Njihova pobeda ima značenje mučenika prvih vekova. Tragedija njihovog ubojstva se dogodila za vreme nasilnog civilnog rata 1941-1945. godine", rekao je kardinal te podsetio kako su ubojice, oslepljeni protukatoličkom mržnjom i beskonačnim egoizmom, počinili pokolj grupe nemoćnih ali neukrotivih žena. 
"Sestre, budući da se nisu htele podvrgnuti neurednoj volji ratnika, pokušavaju pobeći da bi očuvale dostojanstvo svoga posvećenja", kazao je kardinal i dodao da istorija Drinskih mučenica može izgledati kao primer ljudi poniznih, koji ostaju i uvek podležu, pobeđeni i poraženi. Ali u stvarnosti, to je pet redovnica koje su svojom čvrstom i blagom ustrajnošću pobednice zla.
Na misi beatifikacije prisustvovalo je oko dvadeset hiljada vernika. 
U koncelebraciji misnog slavlja bili su vrhbosanski nadbiskup kardinal Vinko Puljić, zagrebački nadbiskup kardinal Josip Bozanić, apostolski nuncij u Bosni i Hercegovini nadbiskup Alessandro D'Errico, apostolski nuncij u Republici Hrvatskoj nadbiskup Mario Roberto Cassari, apostolski nuncij u Kuvajtu, Bahrainu, Katru, Arapskim Emiratima i Jemenu te apostolski delegat na Arapskom poluostrvu nadbiskup Petar Rajić, 29 biskupa iz Bosne i Hercegovine, Hrvatske, Crne Gore, Makedonije, Slovenije, Mađarske i Albanije te tristotinjak sveštenika. 
Tokom mise pevao je hor od 1200 pevača sastavljen od brojnih župskih horova.

## Literatura
- Franc Ksaver Meško: Izbrano delo I-VI Mohorjeva družba v Celju (1954-1960)
- Anto Baković: Drinske mučenice, Vlastita svjedočanstva, Svjedočanstva očividaca, Dokumenti, Anto Baković, Sarajevo 1990.

## Spoljašnje veze
- Glas koncila o beatifikaciji
- Drinske mučenice
- Na osmoj stranici se nalaze franjevački mučenici iz Bosne i Hercegovine Архивирано на веб-сајту  (9. фебруар 2011), za koje je počeo proces za beatifikaciju i kanonizaciju. Njihova sudbina, kao i sudbina svih slugu Božjih na ovome spisku je bila slična tragičnoj sudbini Drinskih mučenica. Na ostalim stranicama newsaints su na engleskom jeziku zapisana imena mučenika za vreme komunizma u drugim zemljama sveta.
- Stranica o Drinskim mučenicama (језик: енглески)
- Pokrenut postupak beatifikacije pet časnih sestara iz BiH Архивирано на веб-сајту  (9. новембар 2011)
- Papa potpisao dekret o mučeništvu Drinskih mučenica (језик: словеначки)
- Stranica o drinskim mučenicama (језик: хрватски)
- Drinske mučenice uskoro blažene Архивирано на веб-сајту  (21. април 2021)
- Vijesti iz BiH - Drinske mučenice uskoro blažene * Papa potpisao dekret o mučeništvu
- Beatifikacija Drinskih mučenica će bitu u Sarajevu Архивирано на веб-сајту  (4. март 2016) (језик: мађарски)